# Marion Tait
Marion Tait (Londra, 7 ottobre 1950) è un'ex ballerina britannica.

## Biografia
Nata e cresciuta a Londra, ha studiato danza alla Royal Ballet School, diplomandosi nel 1968.
Immediatamente dopo il diploma è stata scritturata dal Sadler's Wells Theatre Ballet, di cui è diventata prima ballerina nel 1974. Particolarmente apprezzata per le sue doti drammatiche, è stata un'acclamata interprete dell'opera di Kenneth MacMillan ed Antony Tudor. Tra il 1970 e il 1990 ha danzato anche al Covent Garden, vincendo l'Evening Standard Theatre Award nel 1994. Inoltre ha ottenuto due candidature al Laurence Olivier Award per l'eccellenza nella danza, rispettivamente nel 1994 e nel 1996.
Nel 1995 si è ritirata ufficialmente dalle scene, ma ha continuato a danzare occasionalmente con il Birmingham Royal Ballet in ruoli da caratterista. È rimasta nella compagnia per i venticinque anni successivi in veste di maitresse de ballet e poi di vice-direttrice artistica, carica ricoperta fino al 2021.